# Gertschosa
Gertschosa is een geslacht van spinnen uit de familie bodemjachtspinnen (Gnaphosidae).

## Soorten
De volgende soorten zijn bij het geslacht ingedeeld:
- Gertschosa amphiloga (Chamberlin, 1936)
- Gertschosa cincta (Banks, 1929)
- Gertschosa concinna (Simon, 1895)
- Gertschosa palisadoes Platnick & Shadab, 1981